# نيكولاي ياروشينكو
نيكولاي أليكساندروفيتش ياروشينكو (بالروسية: Николай Алекса́ндрович Яроше́нко؛ مواليد 13 ديسمبر 1846 - 7 يوليو 1898) رسام روسي.

## السيرة الذاتية
هو ابن ضابط في الجيش الروسي، درس في مدينة بولتوفا، ثم انتقل لدراسة الفن في أكاديمية ميشيل (Mikhaïlovskaïa) وذلك سنة 1870 في سانت بطرسبورغ، وفي نفس الوقت كان يأخذ دروسا في الرسم ما بين سنتي 1867 و1874 في أكاديمية الفنون الجميلة بنفس المدينة، أي مدينة سانت بطرسبورغ. وهو تلميذ أستاذ الرسم الشهير إيڤان كرامسكوا.
في سنة 1892، رحل للعيش في مدينة كيسلوفودسك، مدينة الماء في القوقاز، ثم مات هناك سنة 1898.

## مؤلفاته

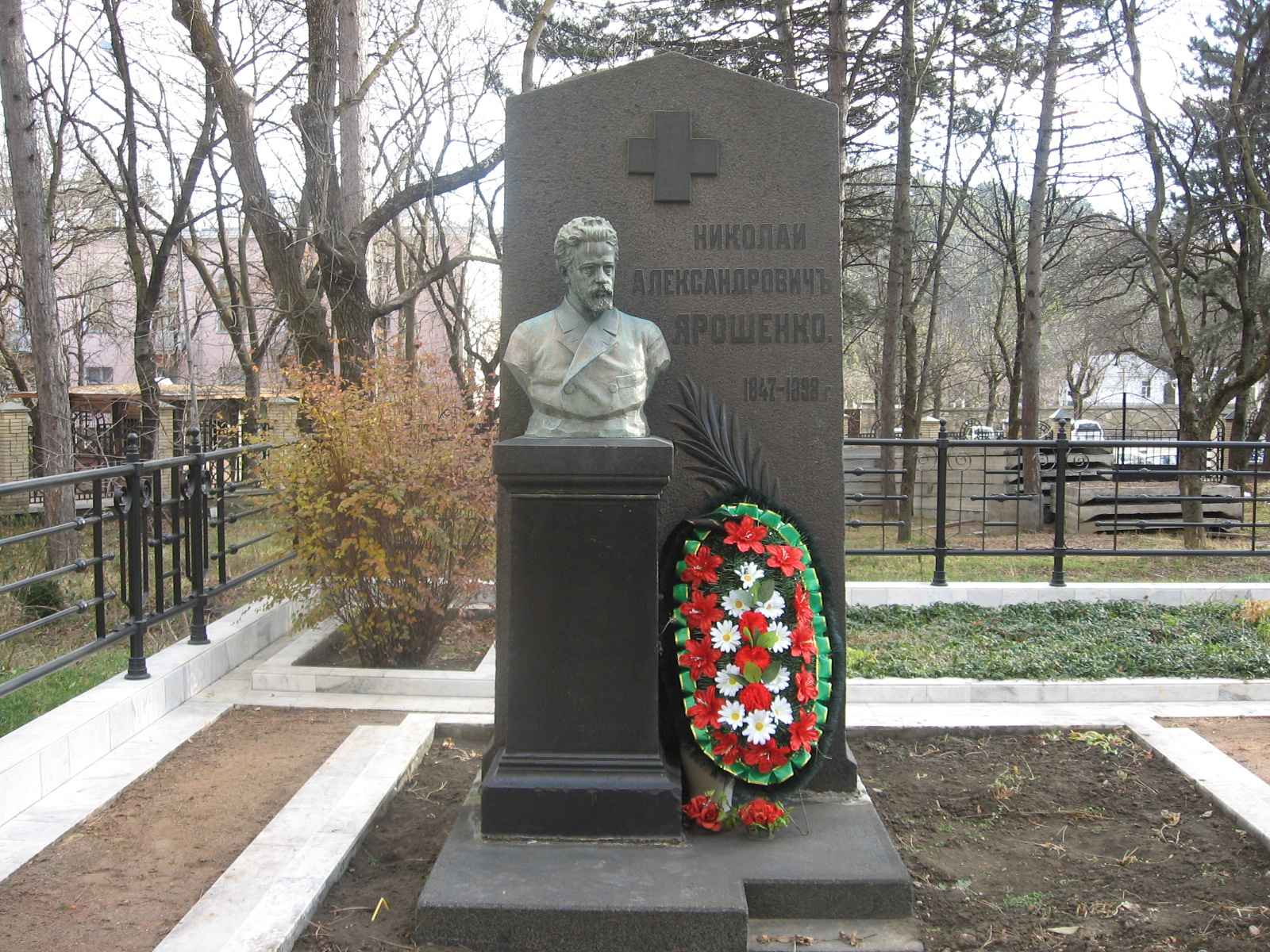
مكان دفن ياروشنكو في مقبرة كيسلوفودسك

رسم ياروشينكو العديد من اللوحات عند نهاية القرن التاسع عشر، حيث كان يرسم لوحات لأشخاص معينين، وكذلك رسومات أخرى تتعلق بالروح البشرية، ومن بين رسوماته:
- ديميتري مندلييف
- فلاديمير سولوڤييڤ (بالإنجليزية:  Vladimir Soloviev)‏
- فلاديمير سباسوڤيتش (بالإنجليزية:  Vladimir Spassovitch)‏
- چليب أوسبانسكي (بالإنجليزية:  Gleb Ouspenski)‏
- كونستانتين كاڤيلين (بالإنجليزية:  Constantin Kaveline)‏

## معرض الصور

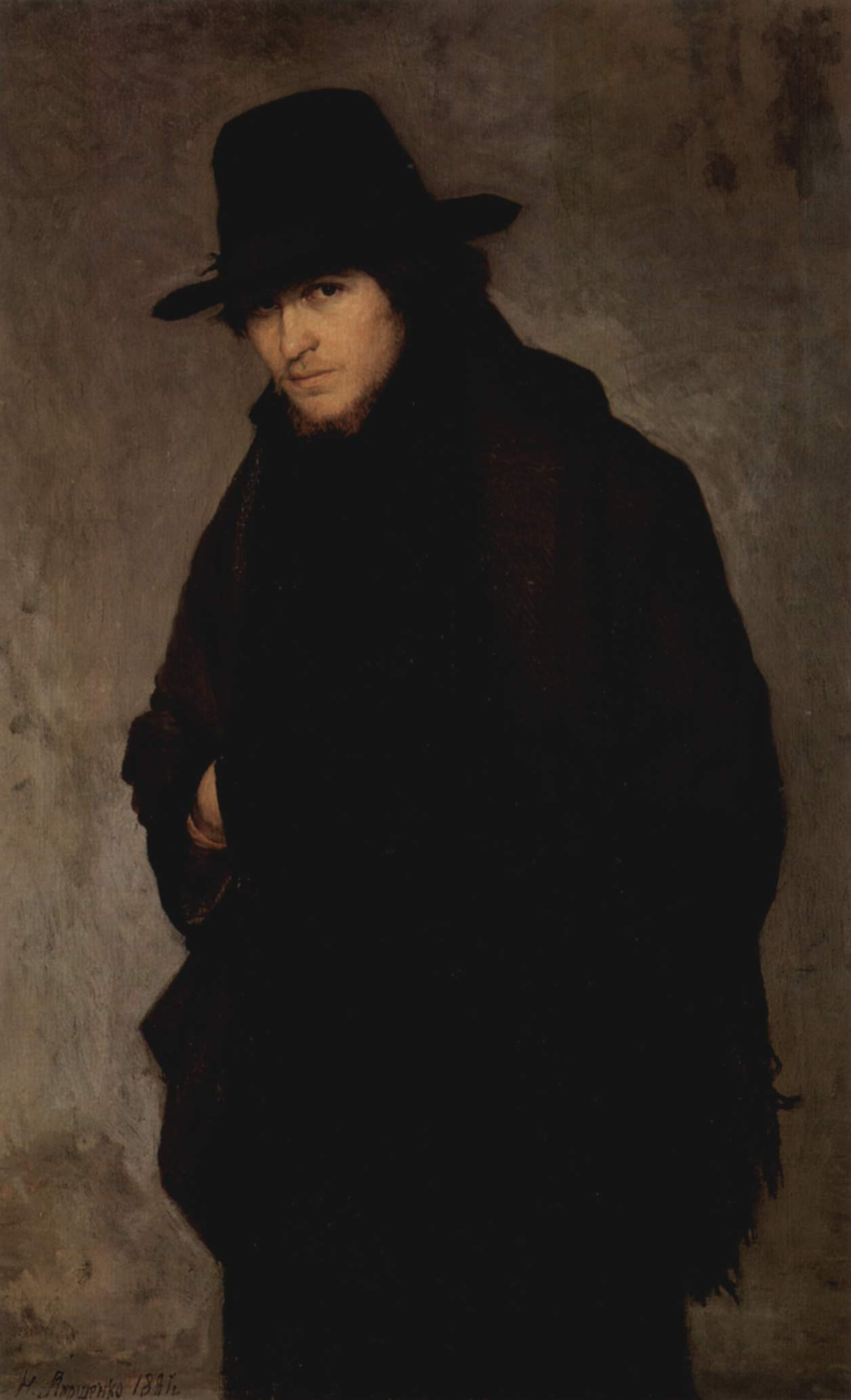
التلميذ
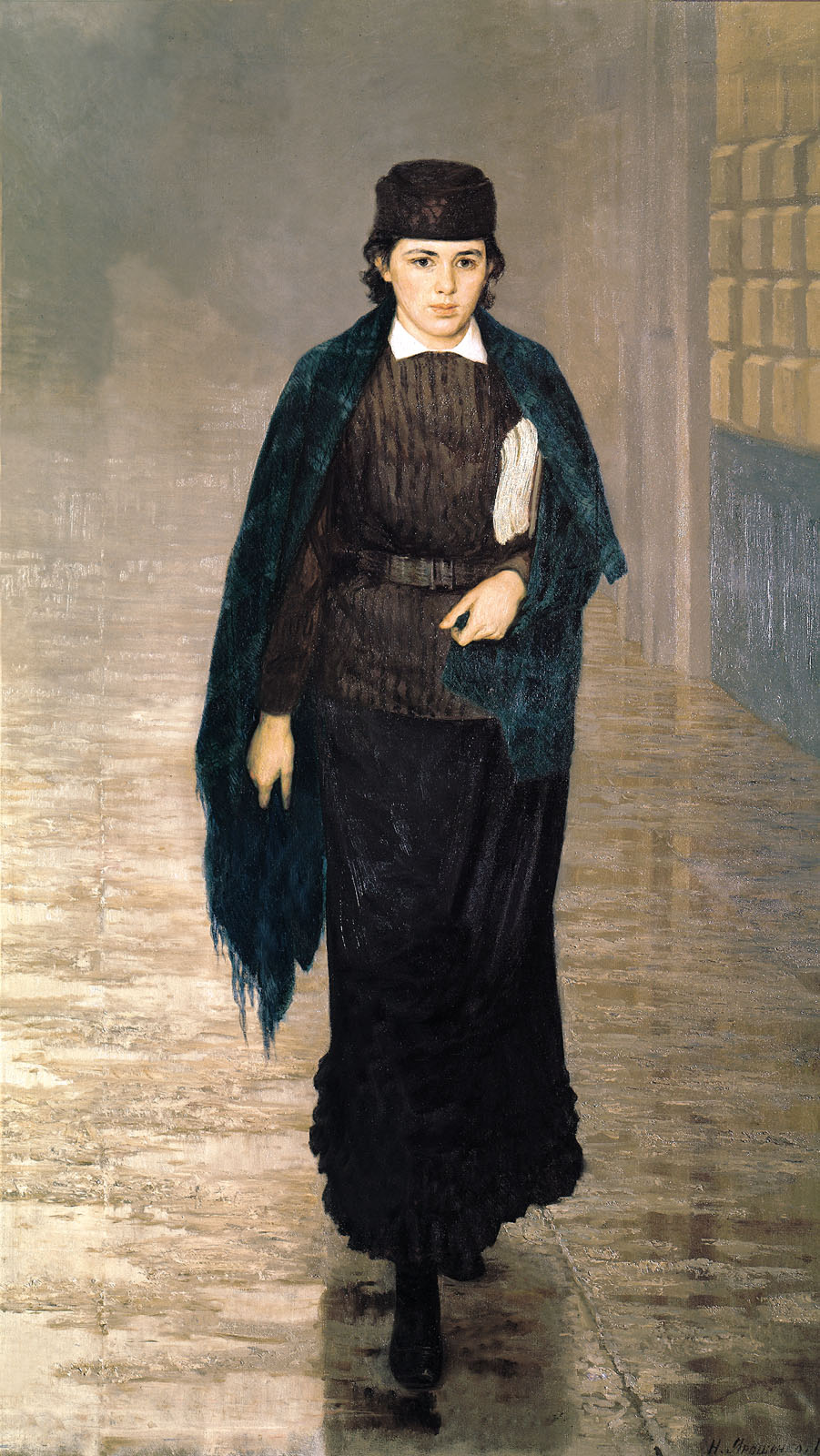
التلميذ (1880) في دراسة الفن
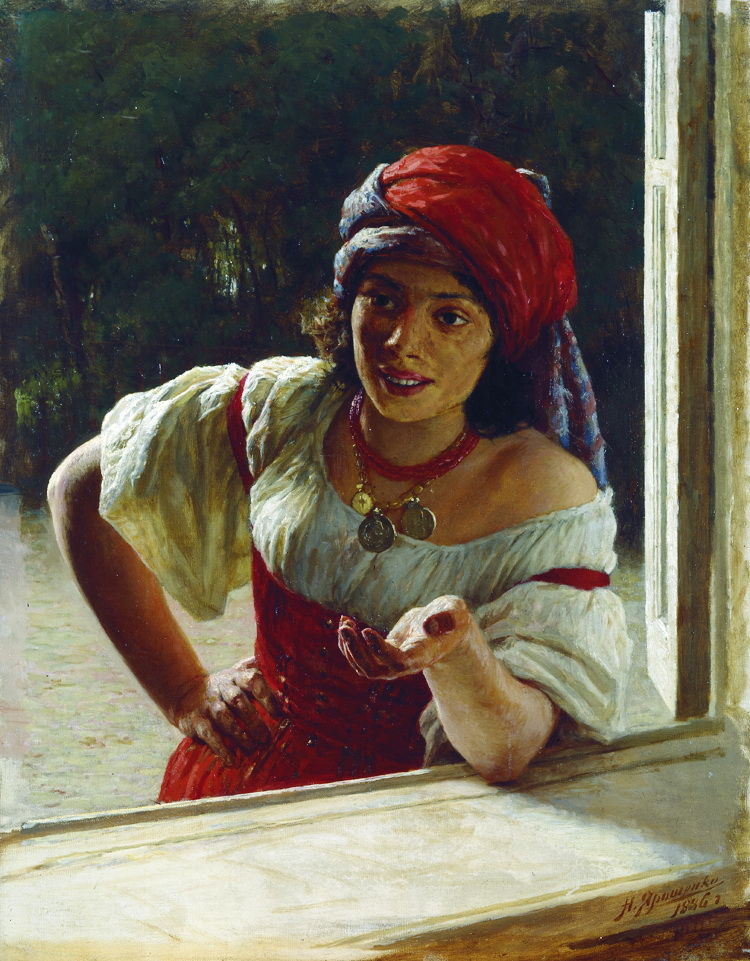
لاتزيغان (1886) (بالفرنسية: La Tzigane)‏
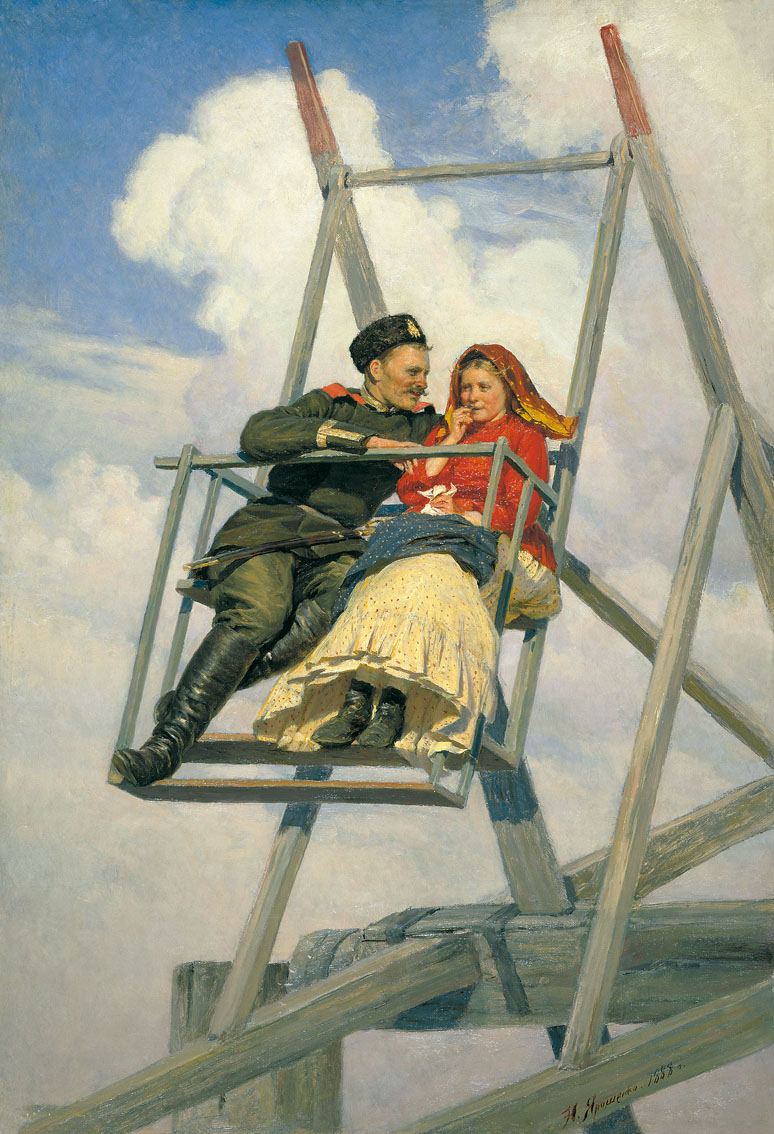
في البلانكوار (1888) (بالفرنسية: Sur la balançoire)‏

## روابط خارجية
- "Yaroshenko, Mykola". موسوعة أوكرانيا. مؤرشف من الأصل في 2019-09-28. اطلع عليه بتاريخ 2007-10-26.
- "Yaroshenko (Nikolai Aleksandrovich, (1846 - 1898)". قاموس بروكهاوس وإيفرون الموسوعي online (بالروسية). Archived from the original on 2018-05-02. Retrieved 2007-10-26.